# 超限獵兵-凱能
《超限猎兵-凯能》原名《戰術獵兵之凱能機戰》是由西基電腦動畫授權與奥飞动漫经过5年多时间制作，為台灣西基電腦動畫公司(台北企劃導演分鏡編劇，高雄，廈門分公司製作)首部原創電視系列動畫，亦為中国国内首部原创3D宇宙机战动画片。故事围绕着人类进入宇宙移民时代，地球、火星、月球和宇宙海盗四方势力明争暗斗而展开。《超限猎兵-凯能》第一季于2013年7月6日在嘉佳卡通和爱奇艺首播。第二季于2014年7月12号在爱奇艺视频网站全国首播。

## 故事简介
公元2300年，地球人口问题日益膨胀。为了解决这个问题，人类开始向宇宙移民。人们在被称为“引力环”的环形设施中，兴建巨大的宇宙城市。短短一百年间，已有近半数的人口定居。公元2413年，月球引力环移民对于地球合纵政府开征印花税产生不满，由此拉开了长达七年的地月战争的序幕。最终，战争以地球方面收回征收印花税的决定，月球联邦形式上回归地球合纵政府管辖收场。公元2458年，地球合纵政府与火星引力环移民，在火星稀土征收事件上产生矛盾，不久在月球空域爆发战争。双方在战争中均付出了惨痛代价。随后，火星移民决定终止与地球的一切交流，世界迎来了短暂的和平。零战时代，地球不仅要面对来自火星的威胁，还为在月球犯罪活动日益猖獗宇宙海盗头疼。然而，和平的时光终究是短暂的。公元2588年，月球城邦爆发新型流感H1Z1……新一轮战争的齿轮再次转动。

## 登场人物
- 宇文非攻
- 托雷
- 沃夫冈
- 丁易
- 卡門

## 工作人员

### 主題曲
第一季片頭曲「夢想星球」
作詞：Thomas   作曲：Thomas   編曲：Live Machine
第一季片尾曲「為你而戰」
作詞：Greg  作曲：Greg   編曲：Live Machine  主唱：Thomas
第二季片頭曲「零極限」
作詞：Rika   作曲：Thomas   編曲：Live Machine
第二季片尾曲「再說一次愛我」
作詞：Rika   作曲：Thomas   編曲：Live Machine

海外版片頭曲「Any other side」
作詞：范逸臣  作曲：范逸臣
海外版片尾曲「别回答」
作詞：范逸臣  作曲：范逸臣/黃冠龍(酷愛樂團)